# 中国工程院

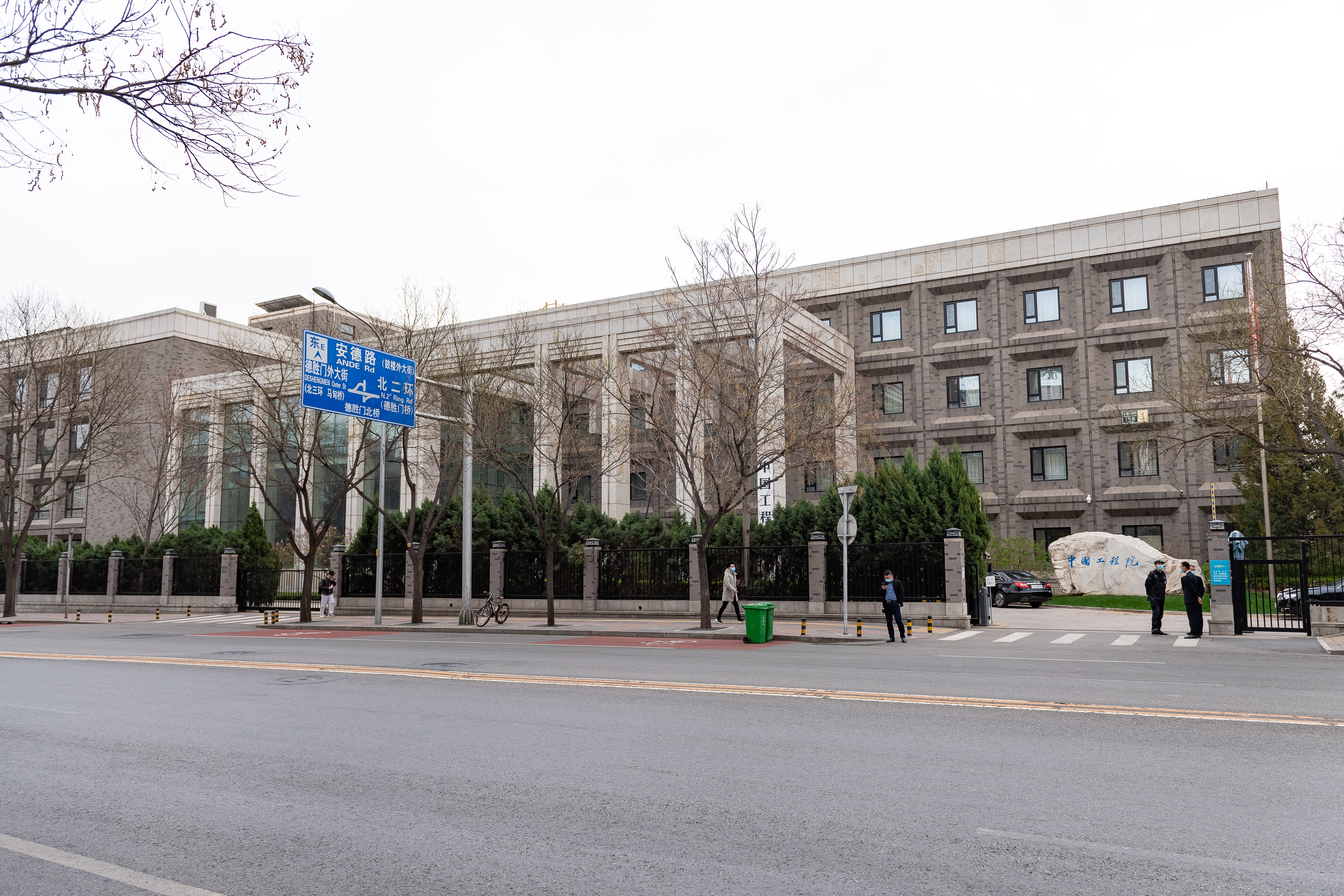
本院

中国工程院（ちゅうごくこうていいん、英文名：Chinese Academy of Engineering）は、中華人民共和国における技術分野の最高研究機関であり、また国務院の直属事業単位である。設立は中国科学院から分かれて独立した1994年とする。
中国工程院のメンバー（院士）は現在600余名であり、中国科学院と共に科学技術関係の「両院」と呼ばれている。

## 概要
設立以来、中国工程院は関連する政府の部局や委員会からの委託を受けて、国家の主要な企画、計画、指針、政策についての助言を提供してきた。 中央政府と地方自治体の様々な省庁からの要請によって、中国工程院はメンバーを組織して研究を最前線で行い、戦略的な意見と提案を出してきた。 これらの受託研究は、国家のマクロ意思決定に対するメンバーの貢献を最大限に引き出す上で重要な役割を果たしてきた。それと同時に、メンバーは長期的に蓄積された自分の経験と視点、および国際的な工学や技術の発展傾向に基づき、定期的かつ積極的に意見や提案を出してきた。

## 歴史
中国工程院の実質的な前身は、中央研究院である。中央研究院は中華民国および国民政府の台湾移転に伴い、台北市へ移転し、そこで再建された。一方、北京では中華人民共和国の建国後、残った施設や人員により中国科学院が創設された。そこから1977年に中国社会科学院が創設されて、人文・社会科学の研究所はそちらへ移管し、またさらに1994年には中国工程院が別れ、設立された。

## 機構
- 院士大会
- 主席団 - 顧問
- 院領導 - 専門委員会(7個)、学部(9個)、事務機構

## 幹部
- 院長、党組書記
- 党組副書記
- 常務副院長、党組副書記
- 副院長、党組成員
- 秘書長
- 副秘書長

## 歴代院長
1. 朱光亜（1994年－1998年）
2. 宋健（1998年－2002年）
3. 徐匡迪（2002年 - 2010年）
4. 周済（2010年 - ）

## 院士
中国工程院の院士とは、中国における工学・技術科学分野における最高位の称号である。これは終身の称号である。新任の院士は既に院士である者たちによる選挙で選ばれる。中国工程院の院士は、院士、資深院士、外籍院士で構成される。

### 資格
中国工程院の院士となる資格は、工学・技術科学の分野で顕著な創造的業績および貢献をなした、中国籍を有する（台湾、香港特別行政区、澳門特別行政区、および海外在住者を含む）上級技術者、教授、その他の学者や専門家とする。
中国籍を持たない場合は、外籍院士として選出される。

### 院士の選挙
新任の院士の選挙は隔年で行われる。各回の選挙で選出される院士の総数は、中国工程院の指導部により決められる。候補者の試験と選出は学部別に行われ、投票は秘密投票である。投票結果は指導委員会により監査され当選が決定される。